# Vaas (Sarthe)
Vaas is een gemeente in het Franse departement Sarthe (regio Pays de la Loire) en op 1 januari 2022 1.383 inwoners.

## Geografie
De oppervlakte van Vaas bedroeg op 1 januari 2022 30,14 vierkante kilometer; de bevolkingsdichtheid was toen 45,9 inwoners per km².

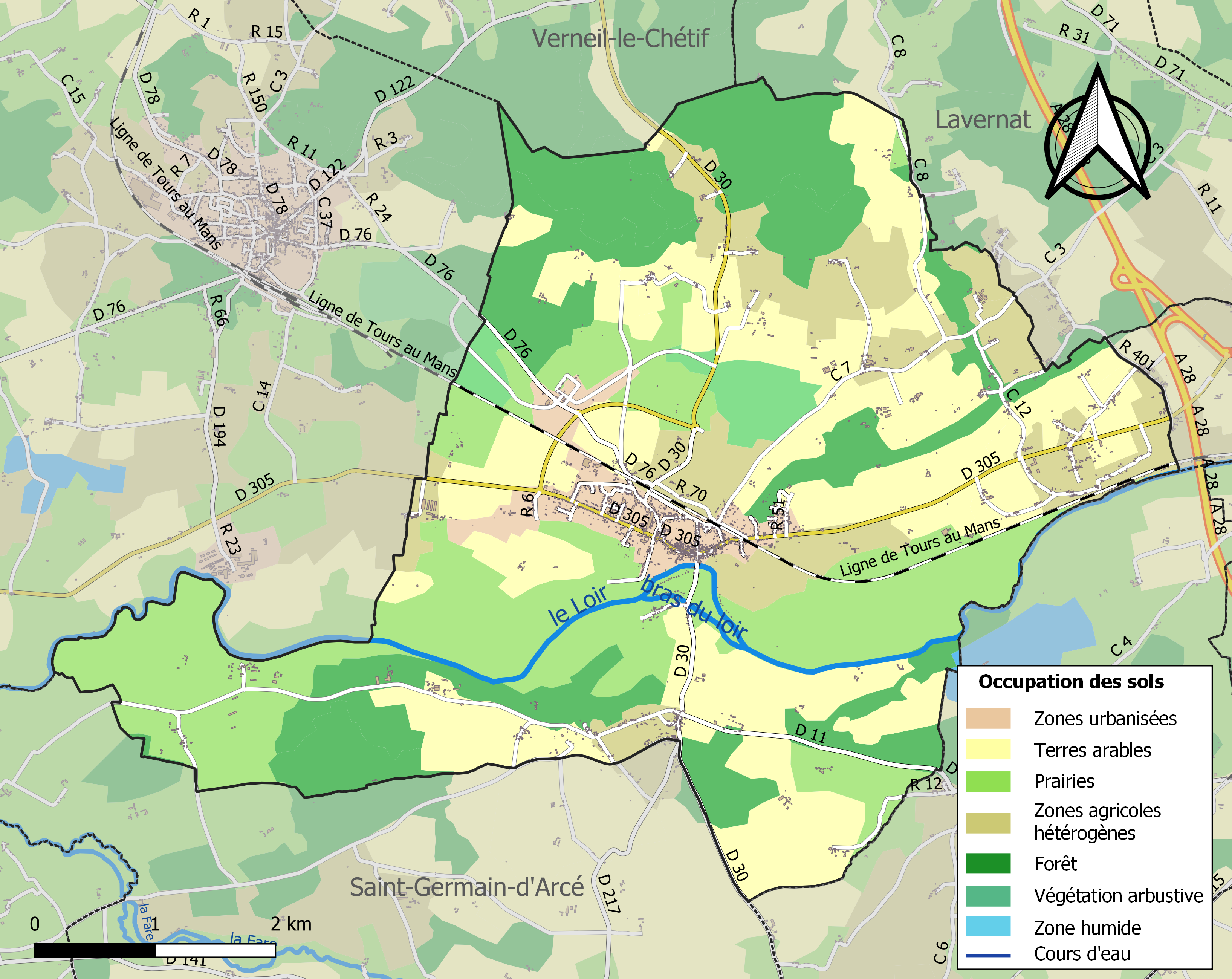
Kaart van de gemeente met de belangrijkste infrastructuur, bodemgebruik en omliggende gemeenten

### Demografie
Onderstaande figuur toont het verloop van het inwonertal (bron: INSEE-tellingen).

- Bibliothèque nationale de France: cb152739167 (data)
- Gemeinsame Normdatei: 4274225-0
- Virtual International Authority File: 249086574